# 夜鹭属
夜鹭属，是鹈形目鹭科中的一个属。本屬鳥類為中等體型、頸短、腿短、體型粗壯的鳥類，分布於世界各地並曾入住各個島嶼，但島嶼型物種容易遭到人類活動影響而絕滅。現共有6個物種，而其中4個物種已經絕滅。

## 命名歷史
本屬由英國鳥類學家托馬斯·伊格內修斯·瑪麗亞·福斯特於1817年進行了有效的描述。其模式種現根據重名關係指定為，即瑞典博物學家卡尔·林奈所命名的夜鹭。
其屬名即來自於夜鹭的種小名，而該詞來自古希臘語，亞里斯多德及赫西丘斯皆曾提及的（「夜鸦」之意），這種鳥類被認為會帶來厄運，可能指的是貓頭鷹。1555年，這個詞首先由瑞典博物學家康拉德·格斯納用以指稱夜鷺。

## 下屬物種
本屬包含以下物種：
- 夜鹭 Nycticorax nycticorax (Linnaeus, 1758)
- †阿岛夜鹭 Nycticorax olsoni Bourne, Ashmole & Simmons, 2003
- †留岛夜鹭 Nycticorax duboisi (Rothschild, 1907)
- †毛里求斯夜鹭 Nycticorax mauritianus (Newton, E & Gadow, 1893)
- †罗德里格斯夜鹭 Nycticorax megacephalus (Milne-Edwards, 1873)
- 棕夜鹭 Nycticorax caledonicus (Gmelin, JF, 1789)

### 化石物種
- 紐埃夜鷺[7]
- ：化石發現於上新世地層中。[8]
- 所羅門夜鷺：分佈於所羅門群島[3]
- 埃瓦夜鷺：分佈於東加埃瓦島[3]
- 庫克夜鷺：分佈於库克群岛曼加伊亞島[3]

## 外部連結
- 维基共享资源上的相關多媒體資源：夜鹭属
- 維基物種上的相關：夜鹭属